# J't'emmène au vent
Pistes de Louise Attaque
Amours
(1) Ton invitation
(3)
J't'emmène au vent est une chanson du groupe Louise Attaque sortie en avril 1997 sur leur premier album éponyme. Le titre est certifié single de diamant.

## Composition
Les paroles sont de Gaëtan Roussel et la musique est composée par Louise Attaque.

## Accueil
J't'emmène au vent est la 2e piste du premier album éponyme de Louise Attaque. Pour Gaëtan Roussel, « Si J't'emmène au vent est la locomotive de l'album, Léa en est peut-être la colonne ».
C'est un des premiers succès du groupe, la chanson est considérée comme un classique. Elle est constituée d'un refrain répétitif facile à retenir et « de grandes envolées de violon ». La chanson s'est imposée sans passage à la radio ni à la télévision.
Le titre est certifié single de diamant le 11 septembre 2020.

## Classements
| Pays   | Classement | Certification | Date              | Ventes certifiées | Ventes physiques |
| ------ | ---------- | ------------- | ----------------- | ----------------- | ---------------- |
| France | 67         | Diamant       | 11 septembre 2020 |                   |                  |